# Sävenästjärnen
För andra betydelser, se Sävenäs (olika betydelser).
Sävenästjärnen är en sjö i Lindesbergs kommun i Västmanland och ingår i Norrströms huvudavrinningsområde. Sjön är 6 meter djup, har en yta på 0,0332 kvadratkilometer och befinner sig 270 meter över havet.